# Station Diest
Station Diest is een spoorwegstation langs spoorlijn 35 (Hasselt - Leuven) in de stad Diest.
In het station vertrekt ook spoorlijn 17 naar Tessenderlo, die tot 1984 doorliep tot Beringen. Ook de voormalige spoorlijn 22 naar Tienen vertrok uit het station Diest.
Het Grand Central Belge houten stationsgebouw werd verbrand in 1944 door een bombardement. Het huidige station werd in 1952 gebouwd.
Sinds 2020 wordt het volledige station vernieuwd. Er komen nieuwe fietsenstallingen, nieuwe perrons, een passerelle met liften over de sporen en een nieuw stationsplein. Deze werken duren nog tot 2023 en zullen ervoor zorgen dat het station integraal toegankelijk wordt.
Sinds 1 maart 2024 zijn de loketten van dit station enkel in de week geopend tussen 7 en 14.15 uur.

## Treindienst
| Serie       | Treinsoort            | Route                                                                                                 | Bijzonderheden                                             |
| ----------- | --------------------- | --- | ---------------------------------------------------------- |
| IC 08       | Intercity (NMBS)      | Antwerpen-Centraal – Mechelen – Brussels Airport-Zaventem – Diest – Hasselt                           |                                                            |
| IC 09       | Intercity (NMBS)      | Antwerpen-Centraal – Aarschot – [ Leuven – ] Diest – Hasselt – Luik-Guillemins                        | Rijdt in het weekend Antwerpen-Centraal - Luik-Guillemins. |
| IC 15       | Piekuurtrein (NMBS)   | Antwerpen-Centraal – Lier – Heist-op-den-Berg – Diest – Hasselt                                       | Rijdt alleen op werkdagen.                                 |
| IC 20       | Intercity (NMBS)      | Gent-Sint-Pieters – Aalst – Brussel-Zuid – [ Diest – Hasselt – Tongeren ] / [ Dendermonde – Lokeren ] | Rijdt in het weekend Gent-Sint-Pieters - Lokeren.          |
| L 2450      | L-trein (NMBS)        | Leuven – Aarschot – Diest – Hasselt                                                                   | Rijdt niet in het weekend.                                 |
| P 7210/8210 | Piekuurtrein (NMBS)   | Hasselt – Diest – Antwerpen-Centraal                                                                  | Rijdt alleen op werkdagen.                                 |
| P 7305/8305 | Piekuurtrein (NMBS)   | Tongeren – Hasselt – Diest – Brussel-Zuid                                                             | Rijdt alleen op werkdagen.                                 |
| P 7360/8360 | Piekuurtrein (NMBS)   | Leuven – Diest – Hasselt                                                                              | Rijdt niet in het weekend.                                 |
| P 8225      | Piekuurtrein (NMBS)   | Tongeren – Hasselt – Diest – Leuven                                                                   | In het weekend in december en mei.                         |
| ICT 6800    | Toeristentrein (NMBS) | Tongeren – Hasselt – Diest – Brussel-Zuid – Gent-Sint-Pieters – Brugge – Oostende                     | Rijdt in juli en augustus.                                 |

## Fotogalerij

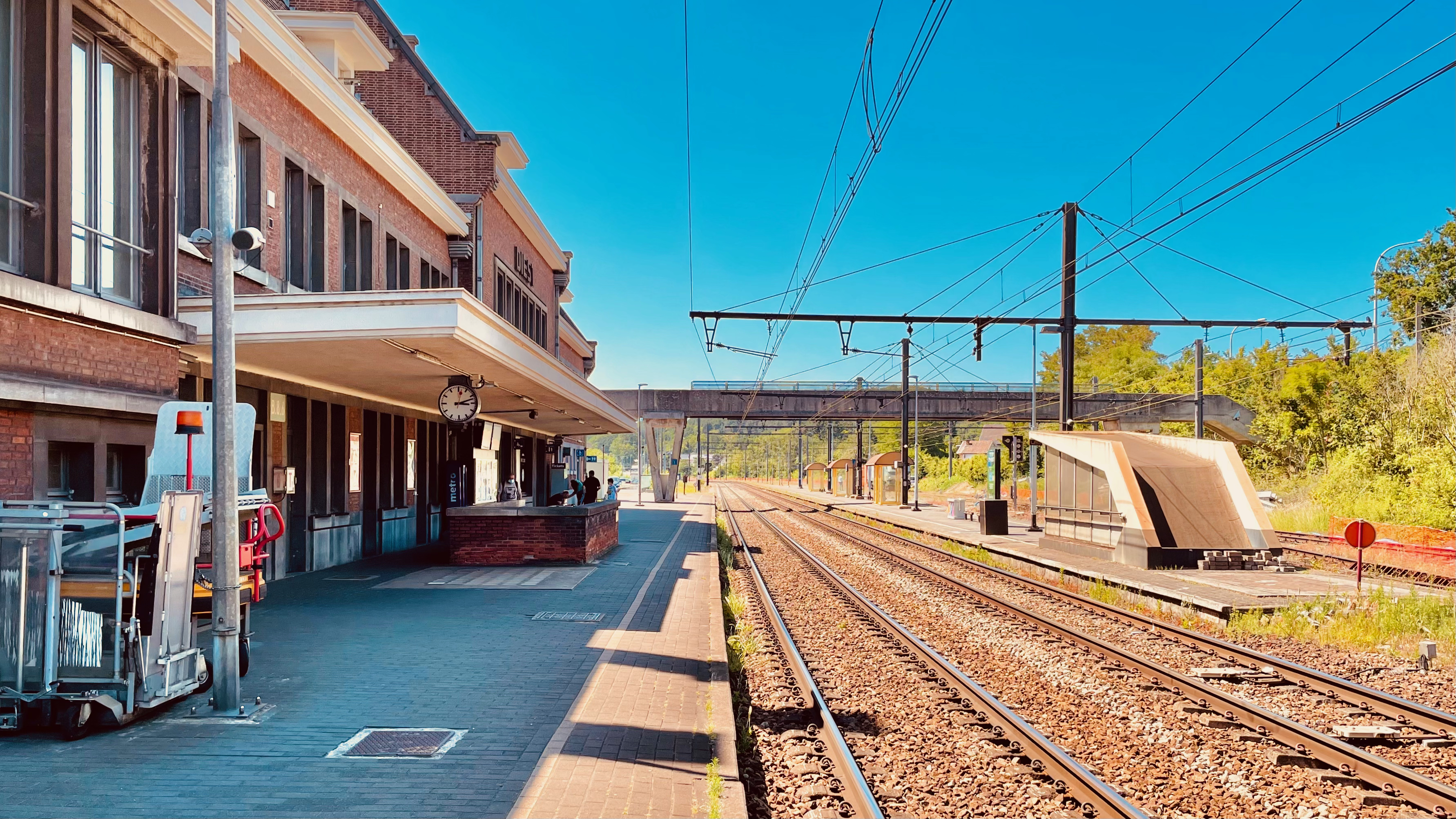
Zicht op de perrons
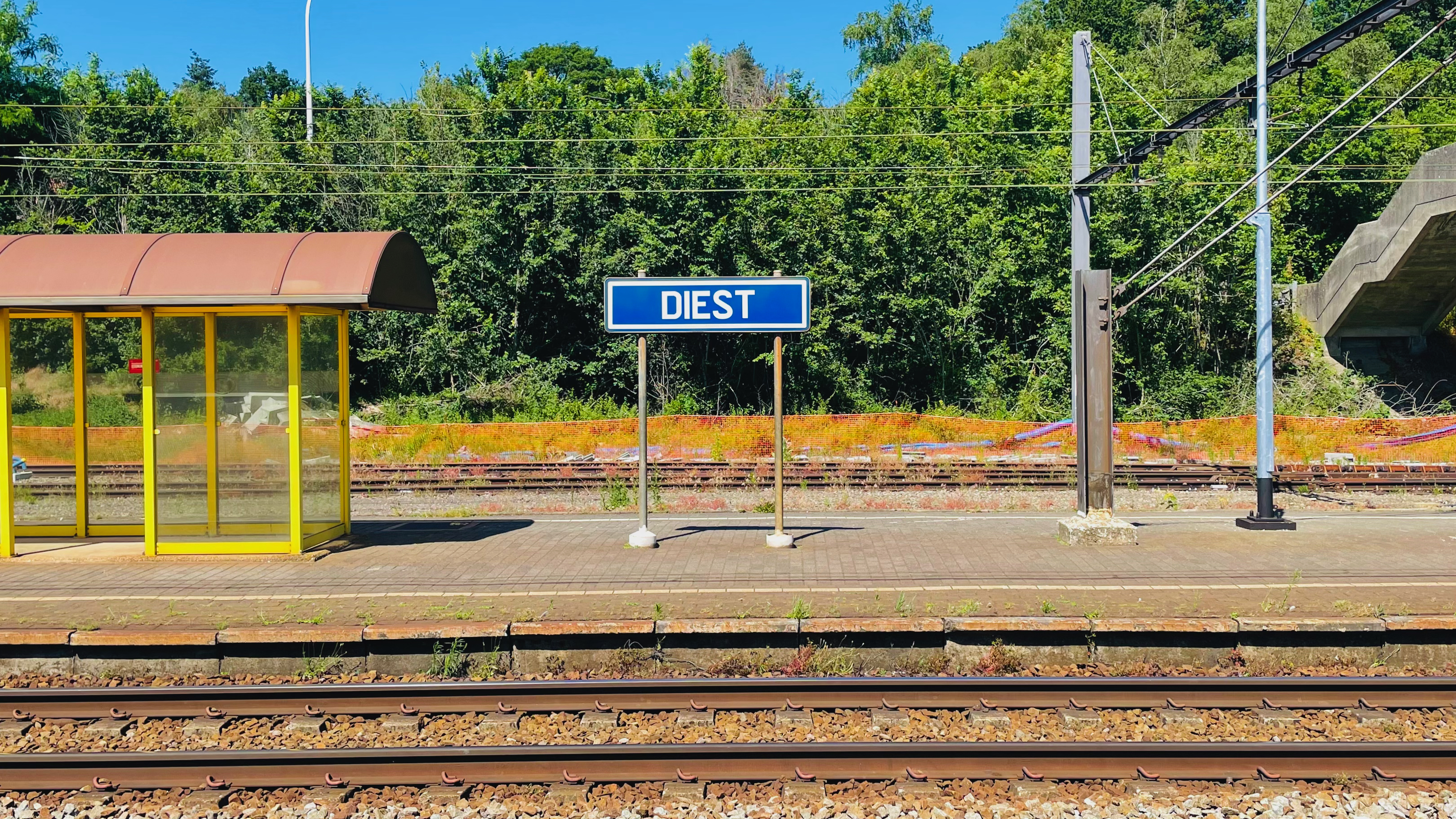
Naambord op een perron

## Reizigerstellingen
De grafiek en tabel geven het gemiddeld aantal instappende reizigers weer op een week-, zater- en zondag.
| Tabel: aantal instappende reizigers station Diest | Tabel: aantal instappende reizigers station Diest | Tabel: aantal instappende reizigers station Diest | Tabel: aantal instappende reizigers station Diest |
|                                                   | Weekdag                                           | Zaterdag                                          | Zondag                                            |
| ------------------------------------------------- | ------------------------------------------------- | ------------------------------------------------- | ------------------------------------------------- |
| 1977                                              | 1 206                                             | 207                                               | 299                                               |
| 1978                                              | 1 142                                             | 204                                               | 307                                               |
| 1979                                              | 1 162                                             | 196                                               | 322                                               |
| 1980                                              | 1 181                                             | 172                                               | 286                                               |
| 1981                                              | 1 287                                             | 222                                               | 346                                               |
| 1982                                              | 1 332                                             | 229                                               | 419                                               |
| 1983                                              | 1 320                                             | 210                                               | 521                                               |
| 1984                                              | 1 661                                             | 215                                               | 410                                               |
| 1985                                              | 1 469                                             | 242                                               | 420                                               |
| 1986                                              | 1 450                                             | 258                                               | 391                                               |
| 1987                                              | 1 240                                             | 191                                               | 279                                               |
| 1988                                              | 1 385                                             | 393                                               | 533                                               |
| 1989                                              | 1 121                                             | 310                                               | 531                                               |
| 1990                                              | 1 213                                             | 383                                               | 464                                               |
| 1991                                              | 1 241                                             | 343                                               | 495                                               |
| 1992                                              | 1 174                                             | 350                                               | 593                                               |
| 1993                                              | 1 220                                             | 386                                               | 544                                               |
| 1994                                              | 1 469                                             | 422                                               | 539                                               |
| 1995                                              | 1 338                                             | 378                                               | 608                                               |
| 1996                                              | 1 464                                             | 473                                               | 514                                               |
| 1997                                              | 1 374                                             | 535                                               | 627                                               |
| 1998                                              | 1 674                                             | 458                                               | 566                                               |
| 1999                                              | 1 573                                             | 351                                               | 460                                               |
| 2000                                              | 1 852                                             | 460                                               | 482                                               |
| 2001                                              | 1 770                                             | 419                                               | 504                                               |
| 2002                                              | 1 716                                             | 422                                               | 508                                               |
| 2003                                              | 1 847                                             | 438                                               | 495                                               |
| 2004                                              | 1 795                                             | 421                                               | 540                                               |
| 2005                                              | 1 992                                             | 482                                               | 635                                               |
| 2006                                              | 2 252                                             | 542                                               | 621                                               |
| 2007                                              | 2 567                                             | 632                                               | 778                                               |
| 2008                                              | -                                                 | -                                                 | -                                                 |
| 2009                                              | 2 477                                             | 630                                               | 776                                               |
| 2010                                              | -                                                 | -                                                 | -                                                 |
| 2011                                              | -                                                 | -                                                 | -                                                 |
| 2012                                              | 2 711                                             | 674                                               | 963                                               |
| 2013                                              | 2 732                                             | 784                                               | 932                                               |
| 2014                                              | 2 614                                             | 752                                               | 921                                               |
| 2015                                              | 2 648                                             | 547                                               | 605                                               |
| 2016                                              | 2 548                                             | 635                                               | 639                                               |
| 2017                                              | 2 871                                             | 653                                               | 799                                               |
| 2018                                              | 3 022                                             | 919                                               | 1 203                                             |
| 2019                                              | 3 072                                             | 780                                               | 720                                               |
| 2020                                              | 1 710                                             | 631                                               | 682                                               |
| 2021                                              | -                                                 | -                                                 | -                                                 |
| 2022                                              | 3 044                                             | 800                                               | 1 107                                             |
| 2023                                              | 2 995                                             | 678                                               | 682                                               |
| 2024                                              | 2 795                                             | 918                                               | 929                                               |

0,0: Diest ·
1,6: Schaffen ·
6,5: Deurne ·
9,7: Tessenderlo ·
13,0: Kwaadmechelen ·
16,0: Oostham ·
20,0: Heppen ·
21,3: Beringen-Mijn
0,0: Tienen ·
3,3: Grimde ·
6,9: Oplinter ·
9,2: Neerlinter ·
11,4: Drieslinter ·
15,4: Budingen ·
18,9: Geetbets ·
25,0: Halen ·
27,2: Zelk ·
29,1: Webbekom ·
32,1: Diest
0,0: Leuven ·
3,8: Holsbeek ·
6,0: Putkapel ·
7,1: Rotselaar ·
9,1: Wezemaal ·
12,3: Gelrode ·
15,5: Aarschot ·
19,3: Langdorp ·
25,2: Testelt ·
28,1: Zichem ·
33,2: Diest ·
38,5: Zelem ·
41,1: Linkhout ·
43,2: Schulen ·
46,5: Spalbeek ·
48,3: Kermt-Dorp ·
49,9: Kermt-Statie ·
53,8: Hasselt